# Anatolij Maksiuta
Anatolij Arkadijowicz Maksiuta, ukr. Анатолій Аркадійович Максюта (ur. 15 czerwca 1963 we Kozaczkach, obwód chmielnicki) – ukraiński ekonomista i urzędnik państwowy, kilkukrotny wiceminister, od września do października 2014 p.o. ministra rozwoju gospodarczego i handlu.

## Życiorys
W 1984 ukończył ekonomię ze specjalizacją w finansach i kredytach na Zachodnioukraińskim Uniwersytecie Narodowym w Tarnopolu, a w 1994 Narodową Akademię Służby Publicznej i Samorządu Lokalnego przy Prezydencie Ukrainy. Pomiędzy 1984 a 1986 odbył służbę w Armii Radzieckiej, następnie do 1993 był zatrudniony w lokalnym samorządzie. Zajmował stanowiska kierownicze w administracji ekonomicznej rad narodowych rejonu czerniachowskiego oraz łuhyńskiego, a następnie obwodu żytomierskiego.
Od 1994 był zatrudniony w Ministerstwie Finansów, doszedł w nim do stanowiska kierownika departamentu budżetu. Następnie był zastępcą sekretarza stanu (2001–2002, 2003), sekretarzem stanu (2002–2003) oraz pierwszym zastępcą (2005–2007, 2008–2011) ministra finansów. Dwukrotnie pełnił funkcję doradcy prezydenta Ukrainy i szefa komitetu ds. reform społecznych. W kwietniu 2012 objął fotel pierwszego zastępcy ministra rozwoju gospodarczego i handlu, pozostał na nim po Euromajdanie. Zajmował się m.in. implementacją strategii UE dla regionu Dunaju. Po dymisji Pawło Szeremety od 3 września do 8 października 2014 pozostawał tymczasowym szefem tego resortu w rządzie Arsenija Jaceniuka. 16 października 2014 zakończył pełnienie funkcji wiceministra.
Wyróżniany Honorowym Dyplomem Rządu Ukrainy (1999) i tytułem Zasłużonego Ekonomisty Ukrainy (2008).